# Frontenac (Lot)
Frontenac település Franciaországban, Lot megyében. Lakosainak száma 70 fő (2022. január 1.). Frontenac Balaguier-d’Olt, Causse-et-Diège, Faycelles és Saint-Pierre-Toirac községekkel határos.

## Népesség
A település népességének változása:
| Lakosok száma | 82   | 86   | 68   | 76   | 68   | 66   | 69   | 70   | 71   | 70   |
|               | 1968 | 1982 | 1990 | 2006 | 2013 | 2015 | 2017 | 2019 | 2020 | 2022 |